# Junonia flava
Junonia flava är en fjärilsart som beskrevs av Wichgraf 1918. Junonia flava ingår i släktet Junonia och familjen praktfjärilar. Inga underarter finns listade i Catalogue of Life.